# KIN (álbum)
KIN es el quinto álbum de estudio de la cantautora escocesa KT Tunstall. Fue lanzado mundialmente el 9 de septiembre de 2016. Es el sucesor del álbum Invisible Empire // Crescent Moon, el cual tuvo un sonido más country-folk. La diferencia es que las canciones de este disco tienen más energía y más fuerza que el último álbum, que fue de carácter más melancólico. 
El álbum fue precedido por el EP Golden State, el cual presentó una de las canciones que serán incluidas en el álbum, "Evil Eye". El álbum fue producido por Tony Hoffer en un estudio en Los Ángeles.

## Antecedentes
Tunstall anunció por Facebook en el año 2015 que un nuevo disco sería lanzado en el año 2016. Sin embargo, no se anunció ningún título para el disco ni tampoco una fecha de lanzamiento. También reveló que estaba trabajando con el productor Tony Hoffer durante una sesión de chat en vivo con ls fanes, durante el cual ella tocó en vivo la canción "Feel It All" y la que iba a ser el sencillo promocional  "Evil Eye".
Ella grabó el álbum en un estudio en Atwater Village, Los Ángeles, un lugar que la inspiró a escribir muchas canciones. Después de su cuarto disco Invisible Empire // Crescent Moon, dos años después de que éste fuera lanzado, Tunstall había considerado renunciar a la industria musical para escribir canciones para películas. Había entrado a la élite del Laboratorio de Compositores de Películas del Instituto Sundance para llevar su carrera hacia otra dirección. Ella admitió en una entrevista con Broadway World: "Paré. Me rendí. Ya no lo quería hacer nunca más."
Dos años después de ese momento, nace KIN. Producido por Tony Hoffer (Beck, Fitz and the Tantrums, Air, M83, entre otros), y escrito y grabado por Tunstall en L.A. "La verdad es que al fin hice las paces con ser una compositora de música pop," dice Tunstall. "El disco estaba abrazando mi dharma como artista, el cual es escribir canciones positivas que t engan músculo, pero que también muestren su vulnerabilidad."

## Canciones y sencillos
El primer sencillo de KIN se llama "Maybe It's a Good Thing". El sencillo promocional "Evil Eye" está incluido en el álbum, el cual a su vez fue previamente incluido en el EP Golden State. El álbum está compuesto por 11 canciones.
Entre aquellas canciones, se encuentra la canción "Two Way", la cual es un dueto con el nominado a los Premios Grammy 2016 James Bay. Bay y Tunstall se conocieron durante una fiesta de Jools Holland. Tunstall había leído en una entrevista que Bay era un fanático de ella, así que ella conversó con él y decidieron grabar un dueto. Tunstall dice en una entrevista con el periódico británico "Evening Standard" que Bay es "uno de los nuevos compositores más talentosos," y agregó "fue fantástico trabajar con él."

## Lista de canciones
1. "Hard Girls" - 3:14 (Tunstall)
2. "Turned a Light On" - 4:34 (Tunstall)
3. "Maybe It's a Good Thing" - 4:01 (Tunstall)
4. "Evil Eye" - 3:34 (Tunstall)
5. "It Took Me So Long to Get Here, But Here I Am" - 4:18 (Tunstall)
6. ""On My Star" - 4:16 (Tunstall)
7. "Two Way" (feat. James Bay) - 4:53 (Tunstall, Bay)
8. "Run on Home" - 4:27 (Tunstall)
9. "KIN" - 4:17 (Tunstall)
10. "Everything Has Its Shape" - 4:23 (Tunstall)
11. "Love Is an Ocean" - 4:17 (Tunstall)

- Datos: Q26266266